# Sam Mulipola
Pour les articles homonymes, voir Mulipola.
Sam Mulipola, né le 15 juillet 1982 dans les Samoa américaines, est un footballeur samoan-américain.
Mulipola est célèbre pour avoir fait partie de l'équipe des Samoa américaines ayant perdu 31-0 face à Australie.